# Antona diffinis
Antona diffinis là một loài bướm đêm thuộc phân họ Arctiinae, họ Erebidae.